# Yeah! Break! Care! Break!
「Yeah! Break! Care! Break!」은 타니모토 타카요시(Dragon Soul), 오시타니 사키의 8번째 싱글이며, 2009년 6월 24일 발매되었다.

## 개요
후지 TV계 애니메이션 「드래곤볼 개」엔딩 테마. 가사에는 거북이 파도 등, 「드래곤볼」에 관련된 용어가 나온다.CD 자켓에는 손오공, 크리린, 손오반, 피콜로가 그려져 있다.
3만장 한정 생산된 초회반에는 카드더스 드래곤볼 개 드래곤 버틀러스에서 사용할 수 있는 엔딩 오리지널 버틀러 카드가 붙어 있다.

## 수록곡
1. Yeah! Break! Care! Break! [3:42]
노래 - 우타니모토 타카요시 (谷本貴義)
작사 - 모리 유리코 (森由里子), 작곡 - 이와사키 타카후미 (岩崎貴文) 편곡 - 쿄다 세이이치 (京田誠一)
2. Over the Star [4:39]
노래 - 오시타니 사키 (押谷沙樹)
작사 - 모리 유리코, 작곡 · 편곡 - cAnON.
3. Yeah! Break! Care! Break!（Original Karaoke） [3:42]
4. Over the Star（Original Karaoke） [4:39]